# Pío Tudela Garmendia
Pío Tudela Garmendia (Logroño, 5 de diciembre de 1943), es profesor emérito de la Universidad de Granada en el área de la Psicología Experimental y la Neurociencia Cognitiva. 

## Reseña biográfica
Tras licenciarse en Filosofía y Psicología por la Universidad Complutense de Madrid, Pío Tudela realizó sus estudios de posgrado en la Northern Illinois University, en Estados Unidos, donde obtuvo su título de Doctor en Filosofía en 1978. Un año después completaría su doctorado en Psicología en la Universidad Complutense y poco después comenzó su labor docente en la Universidad de Granada, primero dentro de la especialidad de Psicología de la carrera de Filosofía y posteriormente en la licenciatura de Psicología. En sólo cuatro años ya había obtenido la categoría de profesor catedrático.
En su carrera en la Universidad de Granada, el profesor Tudela fue director del Secretariado de Investigación en Ciencias Sociales del Vicerrectorado de Investigación y posteriormente director del Departamento de Psicología Experimental y Fisiología del Comportamiento en varias etapas. También fue el primer Decano de la Facultad de Psicología. Paralelamente creó y dirigió, hasta 2012, el grupo de investigación Neurociencia Cognitiva en el que se han formado decenas de investigadores.
Su interés por las nuevas tecnologías como modo de complementar la investigación comportamental, lo llevó a realizar sendas estancias de investigación en la Universidad de Oregón para trabajar con Michael Posner, y en la Universidad de Berkeley, para trabajar con Robert Knight y Silvia Bunge. Esto le permitió introducir las técnicas de potenciales evocados e imagen por resonancia magnética funcional en su laboratorio granadino. Ha dirigido numerosas tesis doctorales y ha recibido financiación de múltiples proyectos de ámbito nacional y regional.

## Premios y reconocimientos
Pío Tudela es considerado un referente nacional en el desarrollo de la Psicología Experimental. En 2006 recibió el reconocimiento de la Universidad de Granada, que le otorgó el premio “Universidad de Granada” de Investigación en Ciencias Sociales, Económicas y Jurídicas, y en 2010 la Sociedad Española de Psicología Experimental, de la cual fue cofundador y primer presidente, denominó “Conferencia Pío Tudela” a la ponencia tradicionalmente impartida por un psicólogo español en los congresos de la sociedad.
El profesor Tudela ha desarrollado una extensa labor docente caracterizada por la defensa del método científico como herramienta indispensable para el avance de la Psicología. Escribió “Psicología Experimental”, en dos volúmenes, que fueron libros de texto de las primeras generaciones de psicólogos de toda España. En la Universidad de Granada el profesor Tudela es conocido por la gran maestría y dedicación con que ha enseñado a cientos de alumnos de licenciatura, master y doctorado a lo largo de su dilatada etapa docente.
Desde la psicología experimental y la neurociencia cognitiva, numerosos científicos españoles han escrito un libro en homenaje a su trayectoria científica. En abril de 2016 se celebran unas jornadas en homenaje al Profesor Tudela.

## Libros publicados
- Psicología Experimental, vol 1. (U.N.E.D., 1981)
- Psicología Experimental, vol 2. (U.N.E.D., 1983)
- Atención y Percepción. (Alhambra, 1992)
- Ciencia y Consciencia (Monografía. Universidad de Granada, 1997)
- Percepción Visual (TROTTA, 2006)
- Percepción y Atención. (UDIMA, Centro de Estudios Financieros, 2009)